# Joël Broekaert
Joël Broekaert (Den Haag, 1982) is een Nederlands culinair journalist.
Hij is onder meer restaurantrecensent voor NRC Handelsblad en voor het tijdschrift Vrij Nederland
schrijft hij over eten en voeding onder de naam 'De Alleseter'.
Broekaert was regelmatig te gast bij tv-programma's als Pauw en DWDD, bij de laatste had hij met chef-kok Joris Bijdendijk de rubriek Waarom eten we dit niet. Ook was hij in 2016 deelnemer aan De Slimste Mens, waar hij vooral opviel door zijn rock 'n roll uiterlijk en soms wat grove taalgebruik. Hij was een van de publiekslievelingen, maar strandde in de finale, die werd gewonnen door George van Houts.
In 2017 presenteerde hij voor de KRO op NPO 2 het programma De Vijf Smaken van Joël waarin hij de achtergronden van de vijf basissmaken zoet, zuur, bitter, zout en umami onderzocht. In 2019 werd dit gevolgd door De smaak van Joël waarin hij de chemische en moleculaire processen achter kookprocessen inzichtelijk maakt. In 2020 maakte hij Joël lokaal, over de invloed van terroir en bodem (zeeklei, veen, zand, löss, rivierklei) op de smaak van het Nederlandse eten.
Samen met sterrenchef Soenil Bahadoer (de Lindehof) en meesterkok Angelique Schmeinck vormde Joël in 2022 de jury van Celebrity Masterchef (Viaplay Nederland). Samen met Volkskrant-recensent Hiske Versprille maakte hij de podcast Makkelijke Eters. 